# Perückenbock

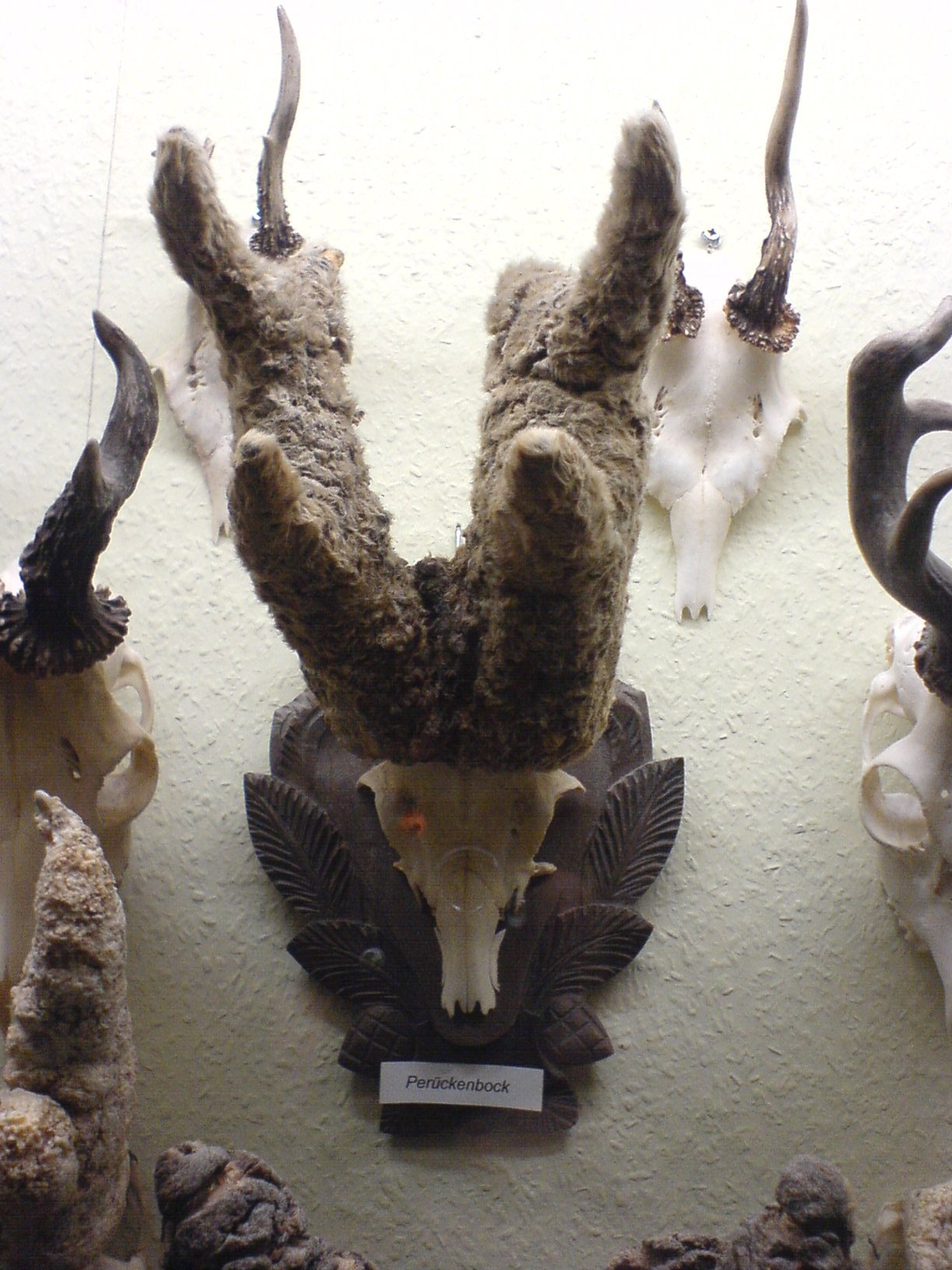
Perückenbock (Präparat)
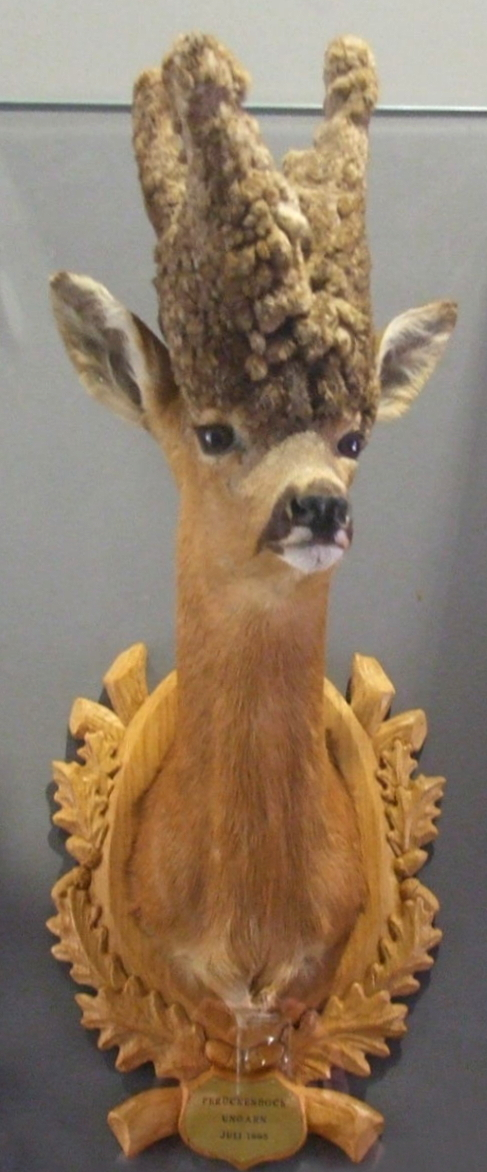
Perückenbock mit seinem verwachsenen Geweih

Ein Perückenbock ist ein männliches Reh (Rehbock), das wegen des Ausfalls der Ausschüttung des Sexualhormons Testosteron (durch Krankheiten, Verlust oder Verletzung der Testikel) nicht mehr in der Lage ist, ein einwandfreies Geweih zu bilden.
Die Knochensubstanz des Geweihes und insbesondere der Bast (die während der Geweihbildung das Geweih versorgende Haut) wuchern und das Wachstum kommt nicht zum Stillstand, so dass sich Gebilde formieren, die äußerlich an eine Turmfrisur oder Allongeperücke 
erinnern.
Die Wucherungen können sich über das gesamte Haupt erstrecken und die Augen des Tieres (Lichter) bedecken. Das Tier ist in seiner Lebensweise, auch in der Nahrungsaufnahme, stark behindert und meistens nicht fortpflanzungsfähig.